# Potíže s dějinami
Potíže s dějinami je sbírka esejů českého básníka, prozaika a historika umění Josefa Kroutvora. Poprvé vyšla v roce 1990, obsahuje čtyři kapitoly, čtyři zamyšlení nad osudem střední Evropy.

## Potíže první republiky – pojem a společenský život
Na první republiku pohlíží autor jako na období, které osvobodilo společenský život, dalo prostor zábavě. Důkazem toho je manifest poetismu z roku 1924. Literatura studovala mravy doby, vznikly a rozvíjely se kratší literární útvary jako fejetony, studie, črty, glosy, causerie. Autor se dále zabývá aktivitami Ferdinanda Peroutky (založení časopisu Přítomnost, esej Jací jsme). Mapuje tradici tzv. pátečníků, kteří se scházeli ve vile bratří Čapků na Vinohradech (kromě prezidenta T. G. Masaryka např. šéfredaktor Prager Presse Arne Laurin nebo anglista Vilém Mathesius, spisovatelé Karel Poláček, Vladislav Vančura, politici Jan Masaryk, Edvard Beneš...). Tehdejší společnost přibližuje také popisem zakládání klubů, např. Společenského klubu (1927), jehož sekretářem se stal profesor Bohumil Markalous (Jaromír John). V roce 1932 vznikla v tomto klubu stolní společnost tzv. Táflrunda, kterou založili Julius Firt, Karel Steinbach a Rudolf Jílovský. Na rozdíl od pátečníků je tato společnost zaměřená především na zábavu. Zajímavostí je, že do ní nebyl přijat Karel Čapek, ačkoli o to žádal. Členy byli například Ferdinand Peroutka, Karel Poláček, Voskovec a Werich, Eduard Bass, Jan Herben, Jan Masaryk a další. Autor se dále podrobněji zabývá časopisem Družstevní práce Žijeme a magazínem Gentleman.

## Další kapitoly
- Potíže střední Evropy – anekdota a dějiny
- Potíže s existencí – mýtus a česká literatura
- Potíže s emigrací – intelektuál na útěku